# Meričleri
Meričleri (búlgaro:Меричлери) é uma cidade da Bulgária, localizada no distrito de Haskovo. A sua população era de 1,943 habitantes segundo o censo de 2010.

## População
| Meričleri | Meričleri | Meričleri | Meričleri | Meričleri | Meričleri | Meričleri | Meričleri | Meričleri | Meričleri | Meričleri | Meričleri | Meričleri | Meričleri | Meričleri | Meričleri | Meričleri | Meričleri | Meričleri | Meričleri |
| --- | --------- | --------- | --------- | --------- | --------- | --------- | --------- | --------- | --------- | --------- | --------- | --------- | --------- | --------- | --------- | --------- | --------- | --------- | --------- |
| Ano | 1887      | 1910      | 1934      | 1946      | 1956      | 1965      | 1975      | 1985      | 1992      | 2001      | 2002      | 2003      | 2004      | 2005      | 2006      | 2007      | 2008      | 2009      | 2010      |
| População |           |           |           | …         | …         | …         | …         | 2,917     | 2,602     | 2,193     | 2,154     | 2,096     | 2,063     | 2,031     | 2,011     | 1,995     | 2,013     | 1,970     | 1,943     |
| Fontes: Instituto Nacional de Estatísticas, „citypopulation.de“, „pop-stat.mashke.org“, Bulgarian Academy of Sciences |           |           |           |           |           |           |           |           |           |           |           |           |           |           |           |           |           |           |           |